# Avivim
Avivim is een mosjav in het uiterste noorden van Israël, op minder dan een kilometer van de Libanese grens. Avivim telt 500 inwoners.
Op 22 mei 1970 vond in Avivim een aanslag plaats op een schoolbus, waarbij 12 doden, waaronder 9 kinderen, en 25 gewonden vielen. Tijdens de Israëlisch-Libanese Oorlog in 2006 kwam Avivim onder vuur te liggen van Hezbollah strijdgroepen in Maroun al-Ras, net over de Libanese grens.

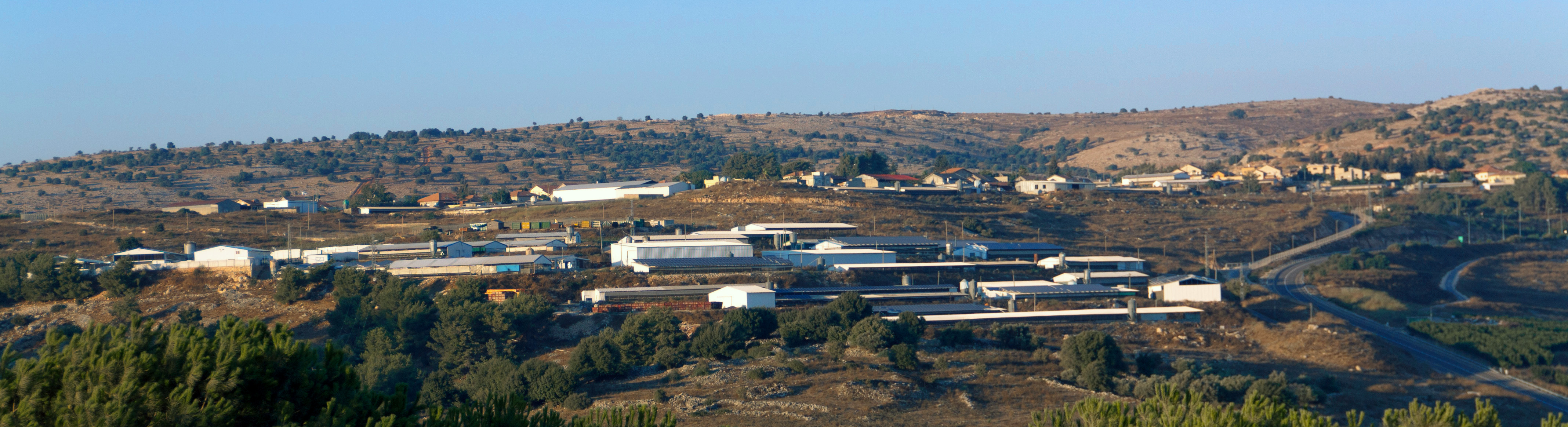
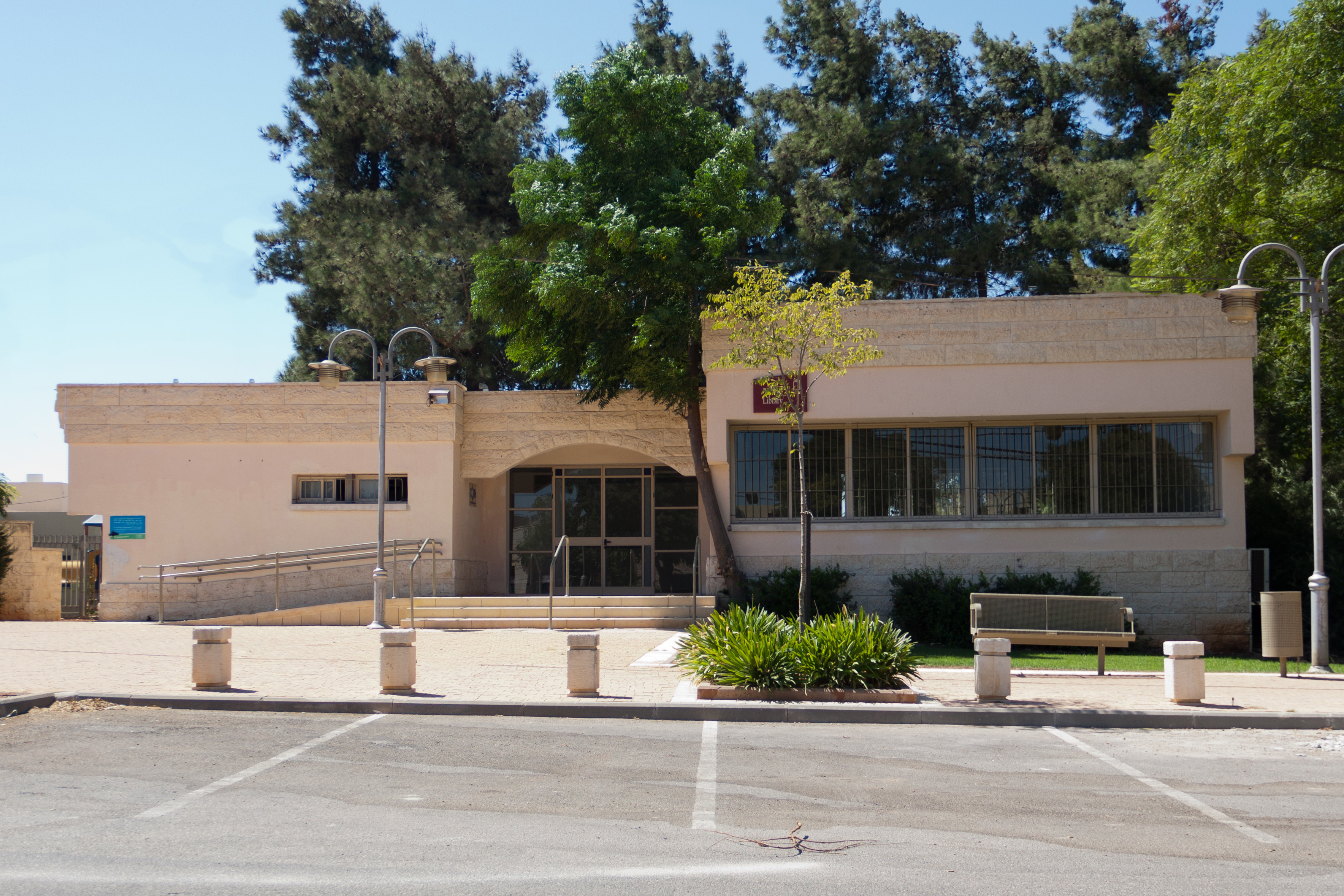
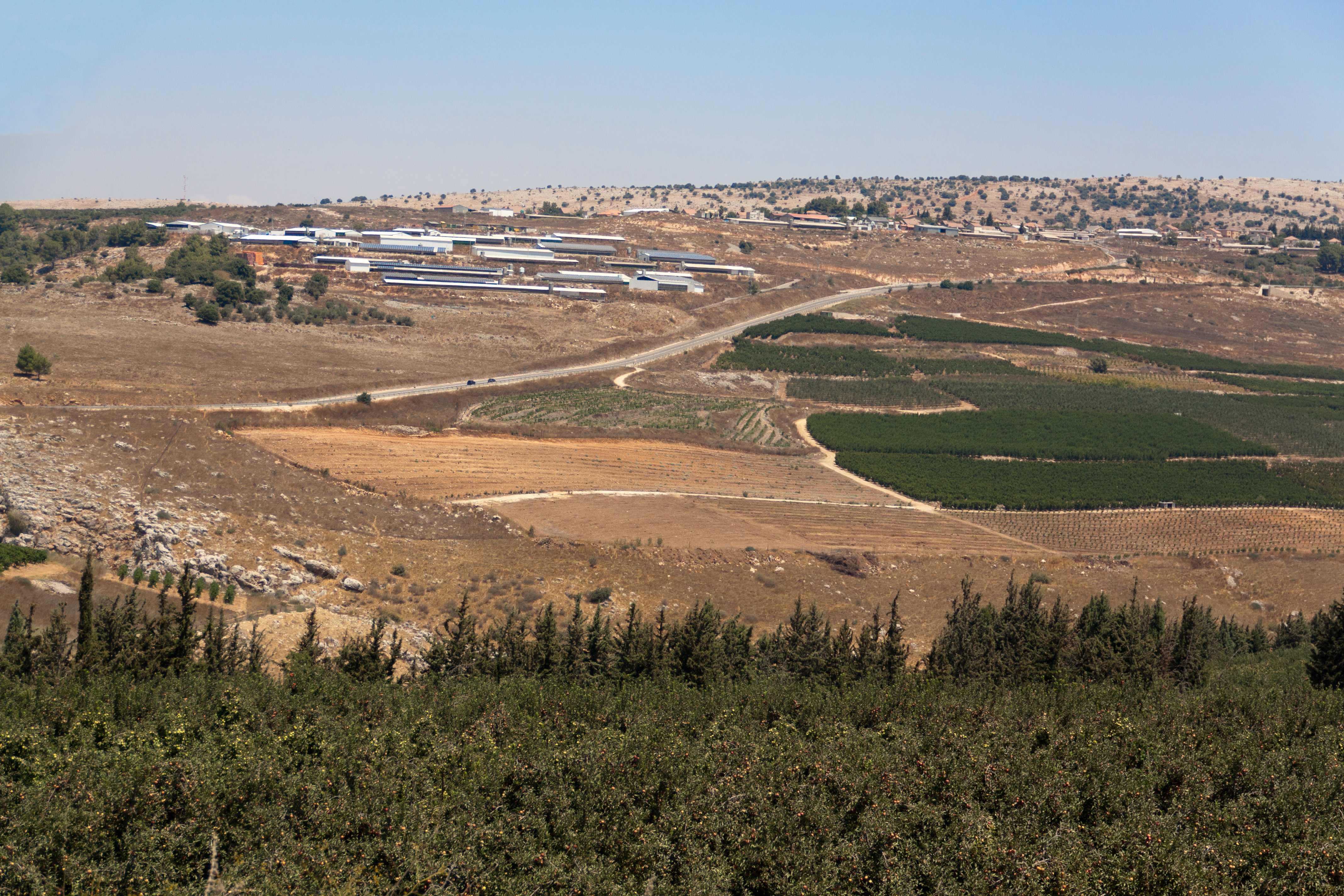